# Weinmannia rutenbergii
Weinmannia rutenbergii is een plantensoort uit de familie Cunoniaceae en is endemisch op Madagaskar.
Deze plant komt veelvuldig voor op vrijwel het gehele eiland, van de kust tot de hoogste bergtoppen in het Nationaal Park Marojejy. Hij groeit het best in plaatsen waar de mens in heeft gegrepen in de natuur, zoals langs wegen en op verschroeide grond.
De plant vertoont een grote variëteit in uiterlijk; in hooggelegen gebieden groeit het als een struik en heeft het kleine blaadjes, maar in de laaglanden van Madagaskar zijn het hoge bomen met grote bladeren.